# Partita della bomba atomica
La partita della bomba atomica è una celebre partita di go che fu giocata ad Hiroshima il giorno in cui fu sganciata la bomba atomica sulla città, il 6 agosto 1945.

## Storia
La partita era la seconda di una serie di sei partite per la terza edizione del prestigioso titolo Hon'inbō, detenuto all'epoca da Utaro Hashimoto, mentre lo sfidante era Kaoru Iwamoto. In origine l'incontro avrebbe dovuto svolgersi a Tokyo, ma a causa dei continui bombardamenti fu spostato a Hiroshima, ritenuta più sicura. Il capo della polizia locale, un appassionato del gioco, ordinò che le partite si svolgessero in una casa della periferia, mentre i giocatori volevano giocare nella casa del rappresentante locale della Nihon Ki-in. Approfittando dell'assenza del capo della polizia, impegnato dai suoi compiti istituzionali, la partita si svolse in centro, nei giorni 23, 24 luglio e 25 luglio. Durante la partita si verificarono diverse incursioni aeree, ignorate dai giocatori.
In occasione della seconda partita il capo della polizia riuscì finalmente a imporre la propria volontà ai giocatori, che cominciarono la partita il 4 agosto in una casa alla periferia della città.
La mattina del 6 agosto i giocatori erano pronti a riprendere la partita interrotta la sera precedente, quando l'onda d'urto provocato dal bombardamento atomico su Hiroshima raggiunse la casa in cui si stava svolgendo la partita, a circa 5 chilometri dal luogo dell'esplosione. La casa fu gravemente danneggiata, schegge di vetri in frantumi ferirono alcuni degli spettatori e le pietre sul goban furono spostate. Nonostante questo la disposizione delle pietre fu ripristinata e la partita continuò, terminando con Hashimoto in vantaggio di 5 punti.
Fu solo in serata, quando i primi gruppi di feriti e sopravvissuti cominciarono ad arrivare in periferia, che i giocatori si resero conto di cosa fosse successo. Inoltre la casa in centro in cui avrebbero dovuto svolgere la partita era distrutta e il suo proprietario deceduto.
La seconda guerra mondiale finì una settimana dopo, e in novembre i giocatori si ritrovarono per la terza partita.
Un goban con la disposizione delle pietre al momento dell'esplosione è conservato all'Imperial War Museum a Londra.

## Situazione al momento dello scoppio
|  |  |  |  |  |  |  |  |  |  |  |  |  |  |  |  |  |  |  |
|  |  |  |  |  |  |  |  |  |  |  |  |  |  |  |  |  |  |  |
|  |  |  |  |  |  |  |  |  |  |  |  |  |  |  |  |  |  |  |
|  |  |  |  |  |  |  |  |  |  |  |  |  |  |  |  |  |  |  |
|  |  |  |  |  |  |  |  |  |  |  |  |  |  |  |  |  |  |  |
|  |  |  |  |  |  |  |  |  |  |  |  |  |  |  |  |  |  |  |
|  |  |  |  |  |  |  |  |  |  |  |  |  |  |  |  |  |  |  |
|  |  |  |  |  |  |  |  |  |  |  |  |  |  |  |  |  |  |  |
|  |  |  |  |  |  |  |  |  |  |  |  |  |  |  |  |  |  |  |
|  |  |  |  |  |  |  |  |  |  |  |  |  |  |  |  |  |  |  |
|  |  |  |  |  |  |  |  |  |  |  |  |  |  |  |  |  |  |  |
|  |  |  |  |  |  |  |  |  |  |  |  |  |  |  |  |  |  |  |
|  |  |  |  |  |  |  |  |  |  |  |  |  |  |  |  |  |  |  |
|  |  |  |  |  |  |  |  |  |  |  |  |  |  |  |  |  |  |  |
|  |  |  |  |  |  |  |  |  |  |  |  |  |  |  |  |  |  |  |
|  |  |  |  |  |  |  |  |  |  |  |  |  |  |  |  |  |  |  |
|  |  |  |  |  |  |  |  |  |  |  |  |  |  |  |  |  |  |  |
|  |  |  |  |  |  |  |  |  |  |  |  |  |  |  |  |  |  |  |
|  |  |  |  |  |  |  |  |  |  |  |  |  |  |  |  |  |  |  |